# Кладбище Караджаахмет (Ускюдар)
Кладбище Караджаахмет (тур. Karacaahmet Mezarlığı) — турецкое историческое кладбище, расположенное в районе Ускюдар, в азиатской части Стамбула. Появление кладбища датируется XIV веком. Это старейший и самый большой некрополь в Стамбуле. Общее число захоронений неизвестно, поскольку первые упорядоченные записи стали вестись только в 1937 году. Однако считается, что с момента основания на кладбище были похоронены миллионы людей.

## История
Кладбище, которое начало расширяться параллельно с увеличением мусульманского населения во время правления султана Мурада I, ещё больше разрослось после завоевания Константинополя в 1453 году. Официально статус кладбища Караджаахмет получил лишь в 1582 году, когда мать Мурада III и вдова Селима II, Нурбану-султан, выделила 124 гектара земли из своих владений под кладбище и посадила там кипарисы. Кроме того, она определила штат персонала для обеспечения работы кладбища: 13 человек охраны и 24 человека могильщиков.
Название кладбища, которое впервые упоминается в официальных источниках как кладбище Караджаахмет-султан в 1698 году, также «Ускюдар Мекабир-и Муслимини».
Это кладбище, которое изначально было пустым, обширным и чистым кладбищем, всегда было излюбленным местом жителей Стамбула на протяжении веков и без перерыва служило с момента его основания.
Известный английский поэт Байрон включил Ускюдар и кладбище Караджаахмет в следующие строки: «О Ускюдар! Твои белые дома смотрят на тысячи могил, и над этими могилами возвышается то вечнозеленое дерево, этот нежный и темный кипарис, вписанный в листву вечной скорби, как неразделенная любовь». Кладбище веками очаровывало своим впечатляющим видом и архитектурным великолепием иностранных путешественников, и многие путешественники упоминали это кладбище в своих воспоминаниях. Французский поэт и писатель Теофиль Готье, который одним из первых описал кладбище в память о себе, выразил свое восхищение, сказав, что Караджаахмет является самым большим кладбищем на Востоке. Кроме того, польский граф Эдуард Рачинский в 1814 году в своей книге «Путешествие в Стамбул и Чанаккале» и немецкий маршал Гельмут Карл Бернхард фон Мольтке в своей книге «Письма из Турции» большое место отвели кладбищу Караджаахмет.
Подсчитав, что подземное население Караджаахмета намного превышает живое население Стамбула, маршал Мольтке в 1836 г. сказал: «Из этих камней можно построить большой город».
Известный датский писатель и сказочник Ганс Христиан Андерсен описал кладбище Караджаахмет, впечатлённый его размерами во время своего визита в Стамбул в 1841 году, всего через 5 лет после Мольтке, как бы подтверждая его: «Площадь этого кладбища настолько велика, что если бы посеять пшеницу, то она накормила бы весь город, а если бы использовались все здешние надгробия, то можно было бы построить новую стену, которая окружила бы Стамбул».
Как бы в единодушном согласии западные путешественники и писатели утверждали, что кладбище не получает много солнечного света, потому что покрыто кипарисами, и похоже на лес в темной зелени. Это одно из редких кладбищ, для которых были написаны стихи в истории.
Самые старые фотографии кладбища были сделаны Эрнестом де Каранса в 1852—1854 годах, за ними последовали братья Абдулла, Бергрен и Фото Сабах. Англиканский священнослужитель Роберт Уолш, который с 1820 года был личным священником британского посла лорда Стрэнгфорда в Стамбуле, сравнил это место с большим лесом, разделенным широкими дорогами на покатой земле. Сцена, которую он изображает, была выгравирована английским художником Томасом Алломом.

## Захоронения
- Шейх Хамдуллах (1436—1520) — османский каллиграф.
- Дервиш Мехмед-паша (1569—1606) — великий визирь Османской империи.
- Хафиз Ахмед-паша (1564—1632) — великий визирь Османской империи.
- Табаныяссы Мехмед-паша (1589—1639) — великий визирь Османской империи.
- Тархунджу Ахмед-паша (1592—1653) — великий визирь Османской империи.
- Юсуф Наби (1642—1712) — турецкий поэт и писатель.
- Ахмед Недим (1681—1730) — турецкий поэт.
- Халил Хамид-паша (1736—1785) — османский государственный деятель.
- Даниял-бек (1803—1870) — последний владетель Илисуйского султаната (1831—1844), мудир Шамиля, впоследствии перешёл на сторону царской России — российский военный деятель, генерал-майор Русской императорской армии. Даниял-бек был цахуром по национальности.
- Фатьма Песенд Ханым-эфенди (1876—1924) — третья жена (икбал) османского султана Абдул-Хамида II и мать Хатидже-султан.
- Мюфиде Кадри (1890—1912) — турецкая художница и композитор. Одна из первых женщин-художников в Турции и первая женщина, ставшая профессиональной учительницей рисования в Османской империи.
- Джамалуддин Казикумухский (1778—1886) — дагестанский духовный и общественный деятель, учёный, шейх накшбандийского тариката, учитель имама Шамиля.
- Мехмед Намык-паша (1804—1892) — османский государственный деятель, военачальник и адмирал, проведший военные реформы и один из создателей современной турецкой армии. Первый посол Османской империи в Лондоне, военный министр.
- Ахмет Заки Валиди (1890-1970) — военно-политический деятель, лидер башкирского национально-освободительного движения (в 1917—1920 годах); благодаря его трудам стали доступны и известны широкой публике труды средневекового арабского путешественника Ибн Фадлана, оставившего уникальные заметки об истории русов и славян дохристианского периода истории.

## Галерея

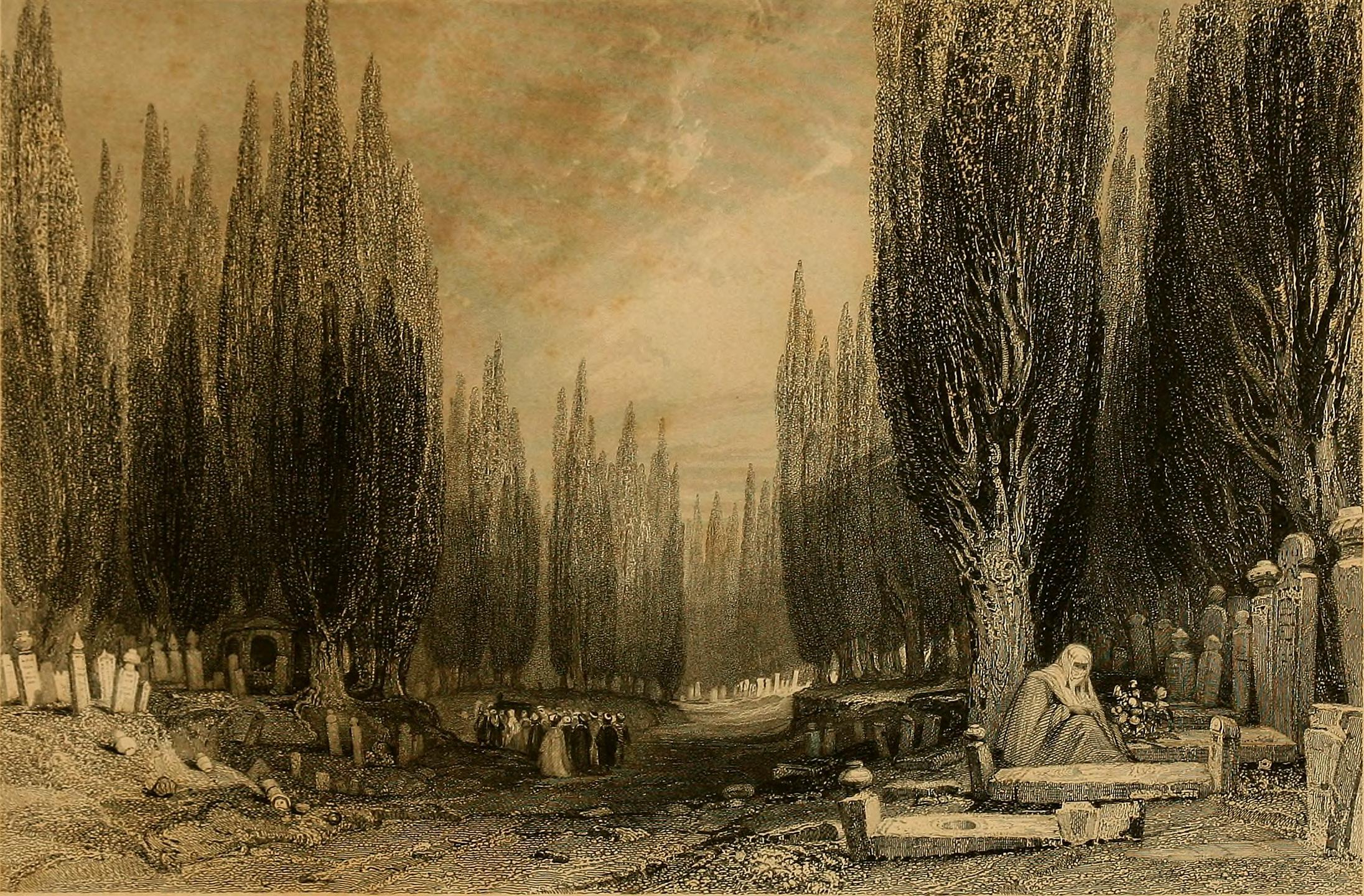
Картина английского художника Томаса Аллома на кладбище Караджаахмет в 1839 году.
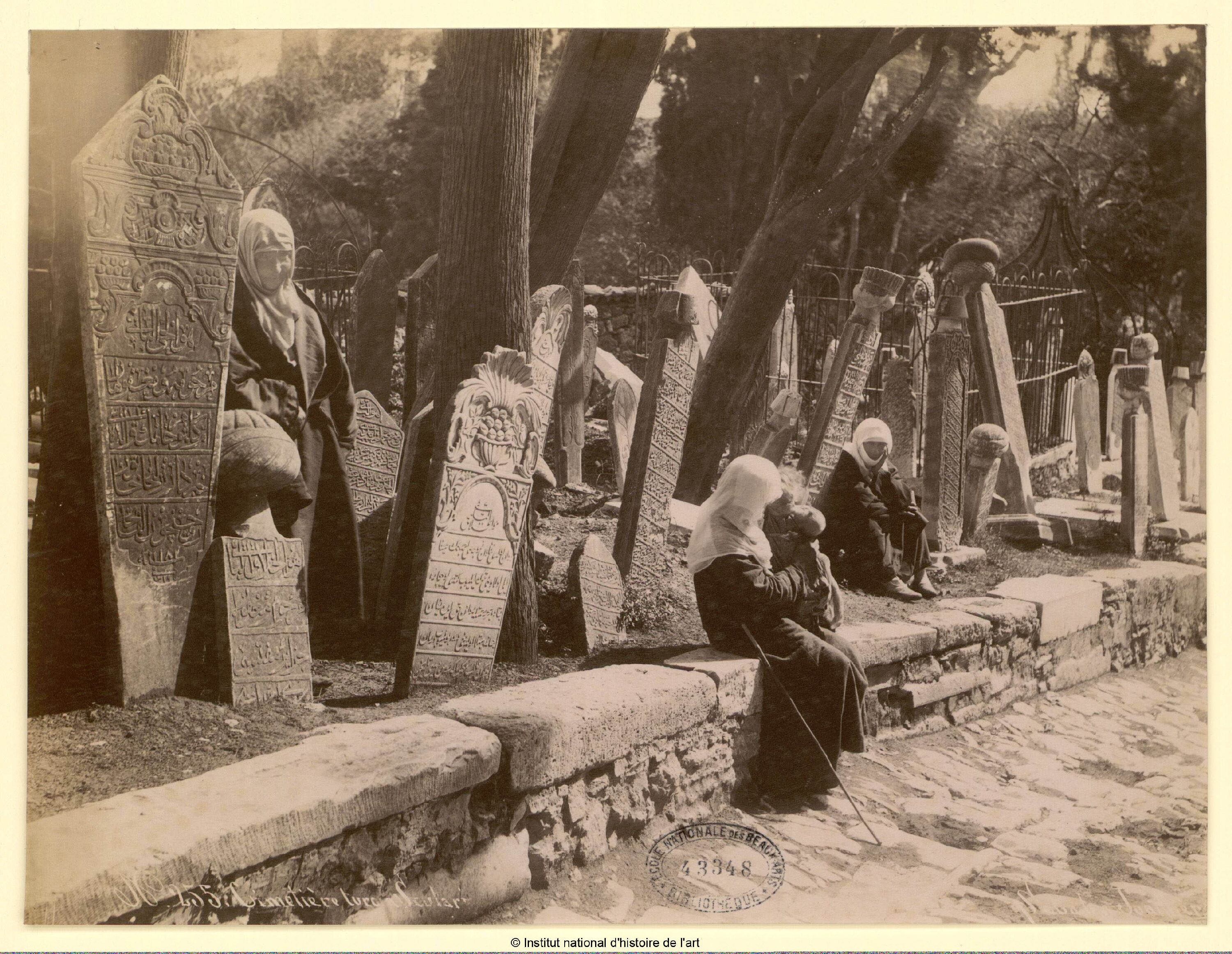
Женщины в Караджаахмете в 1870 году с камеры Паскаля Себаха.
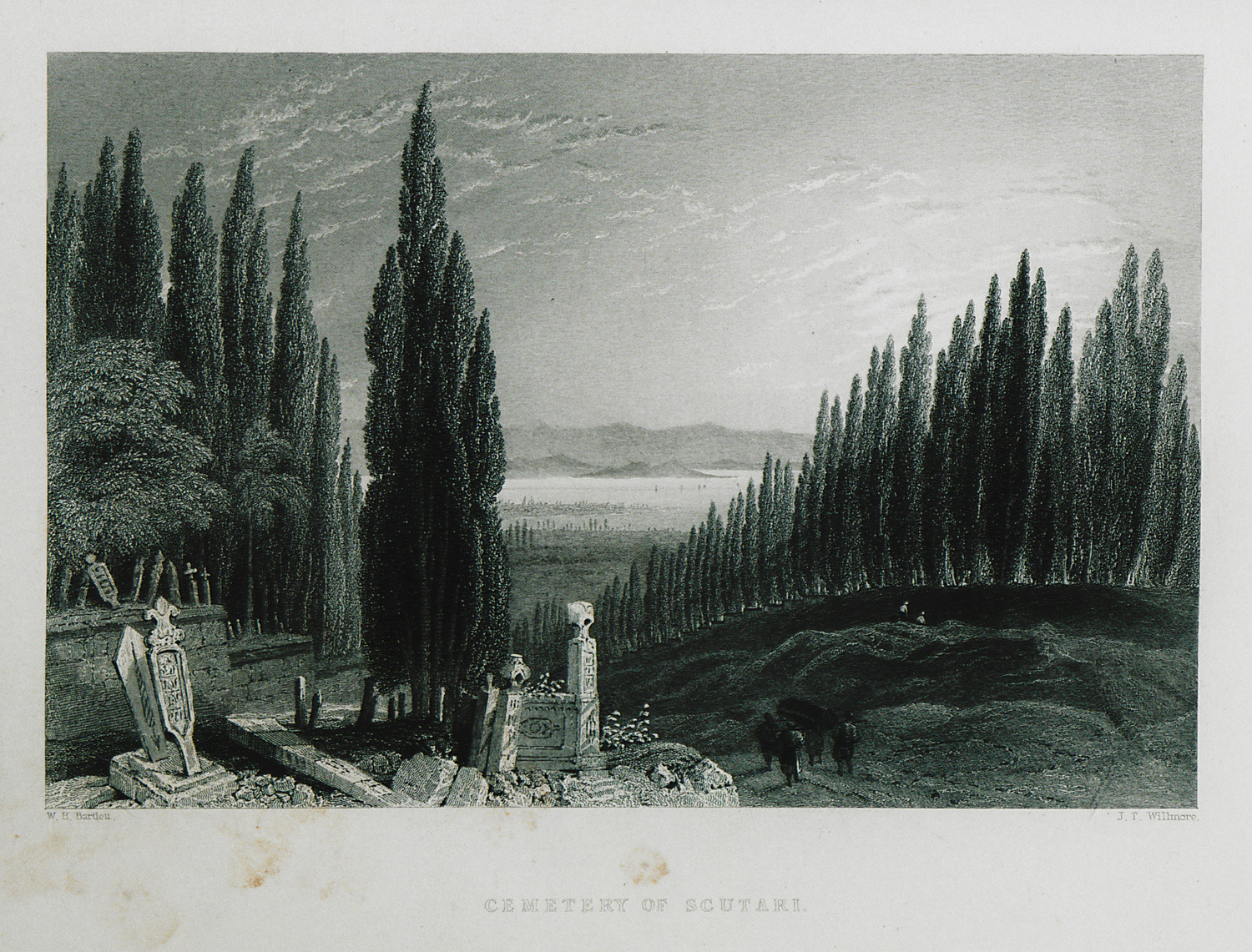
Картина кладбища Караджаахмет, нарисованная в 1838 году английским художником Уильямом Генри Бартлеттом.
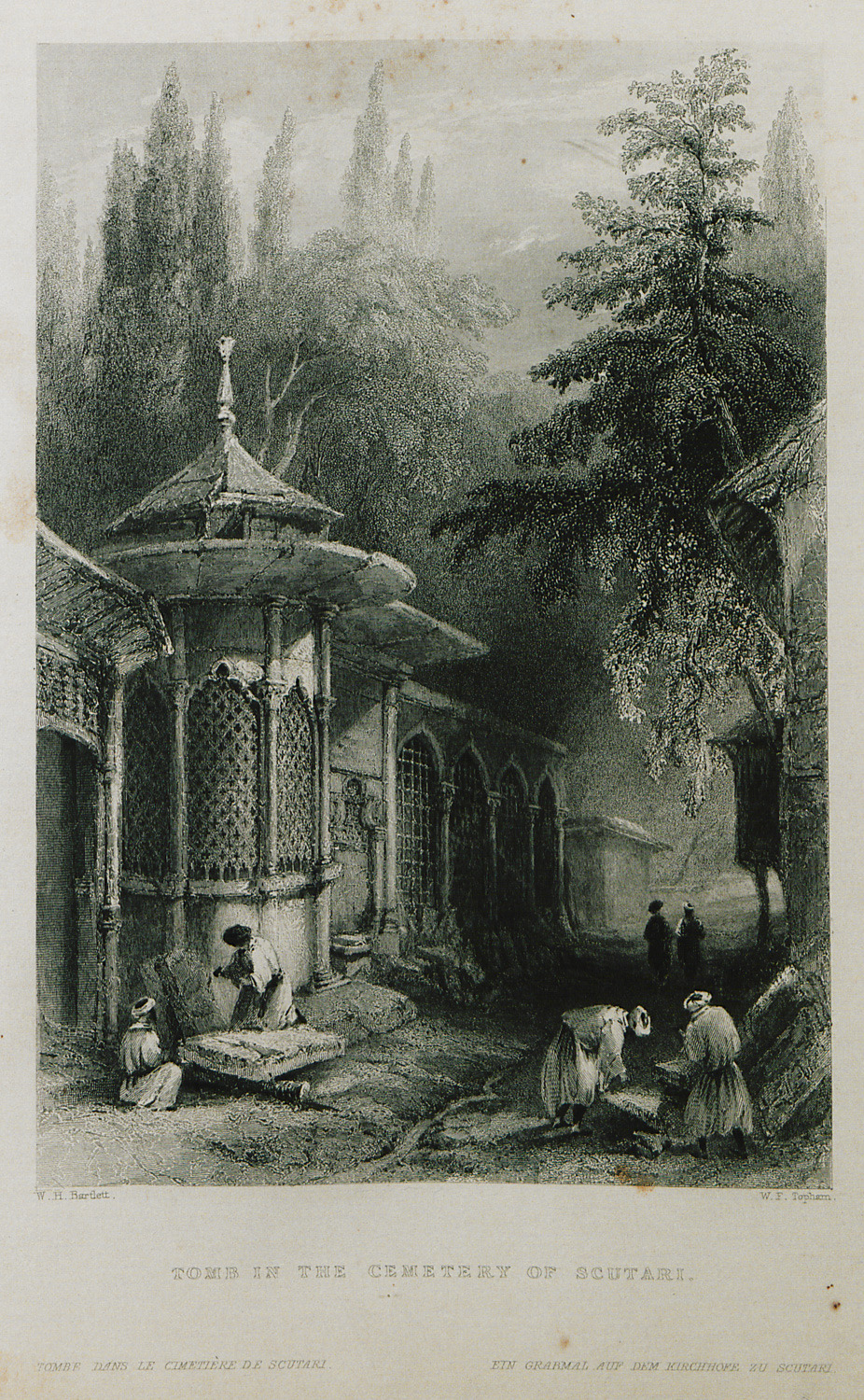
1838
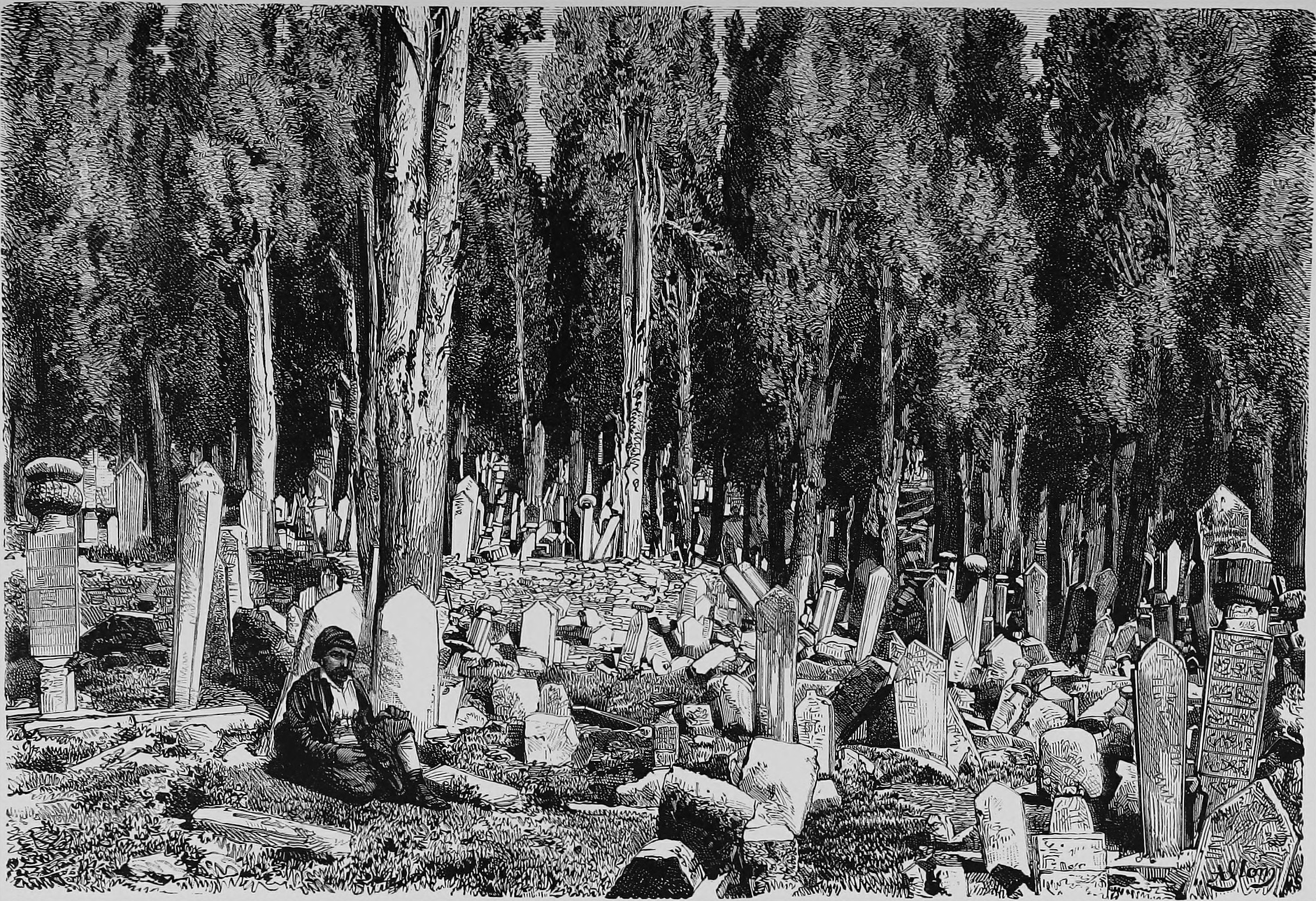
1876
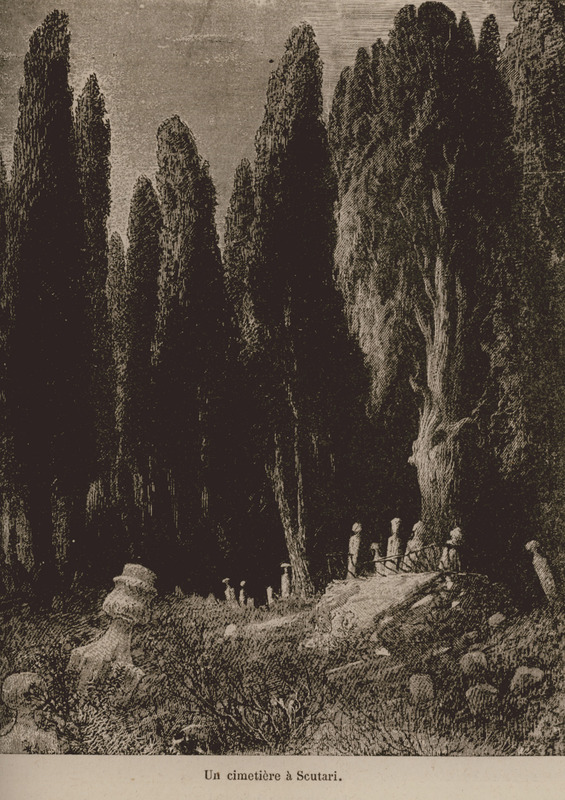
Эдмондо Де Амичис  — 1883
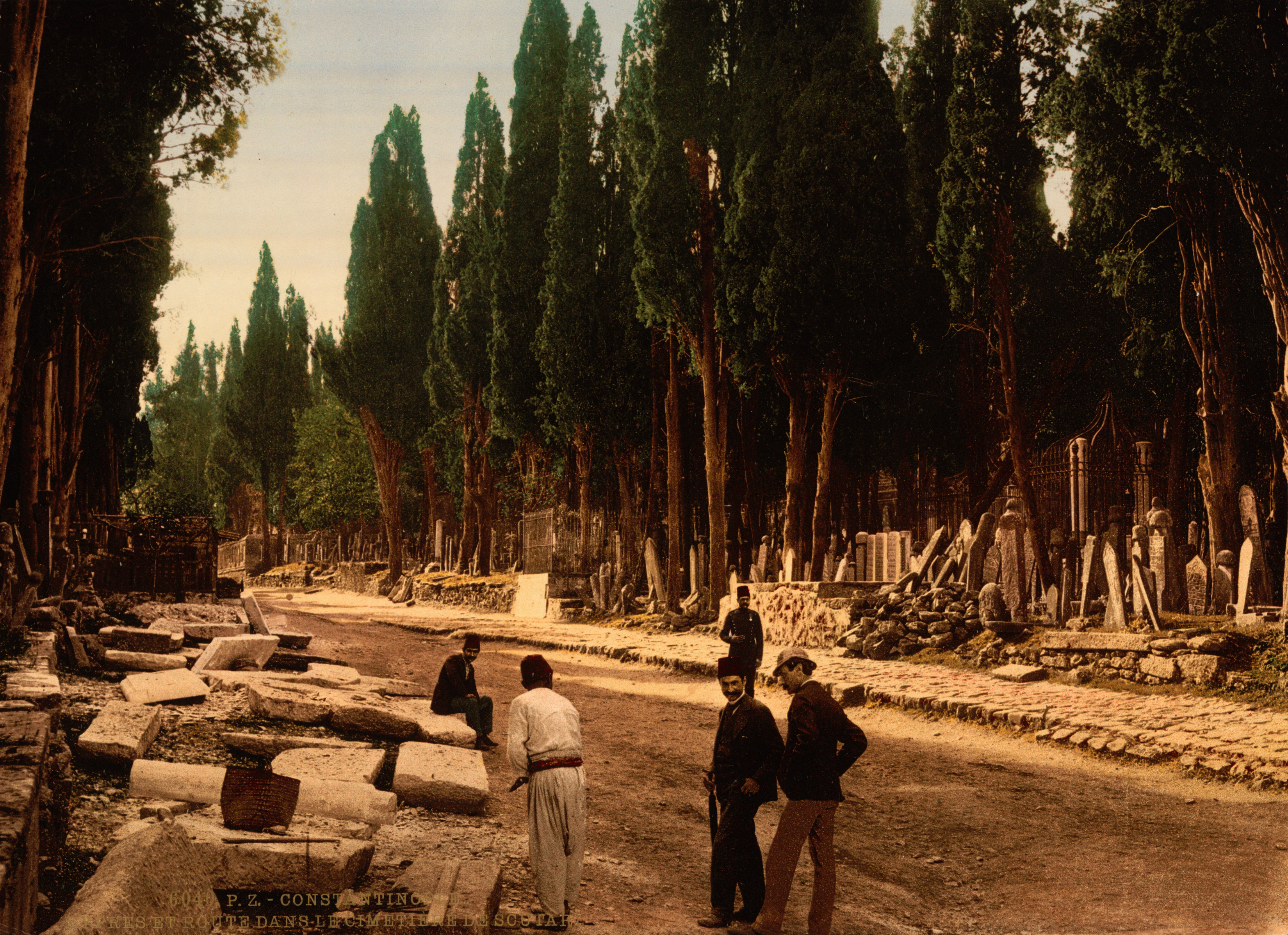
Кипарисы и дорога, ведущая к кладбищу, Скутари, Константинополь, Турция
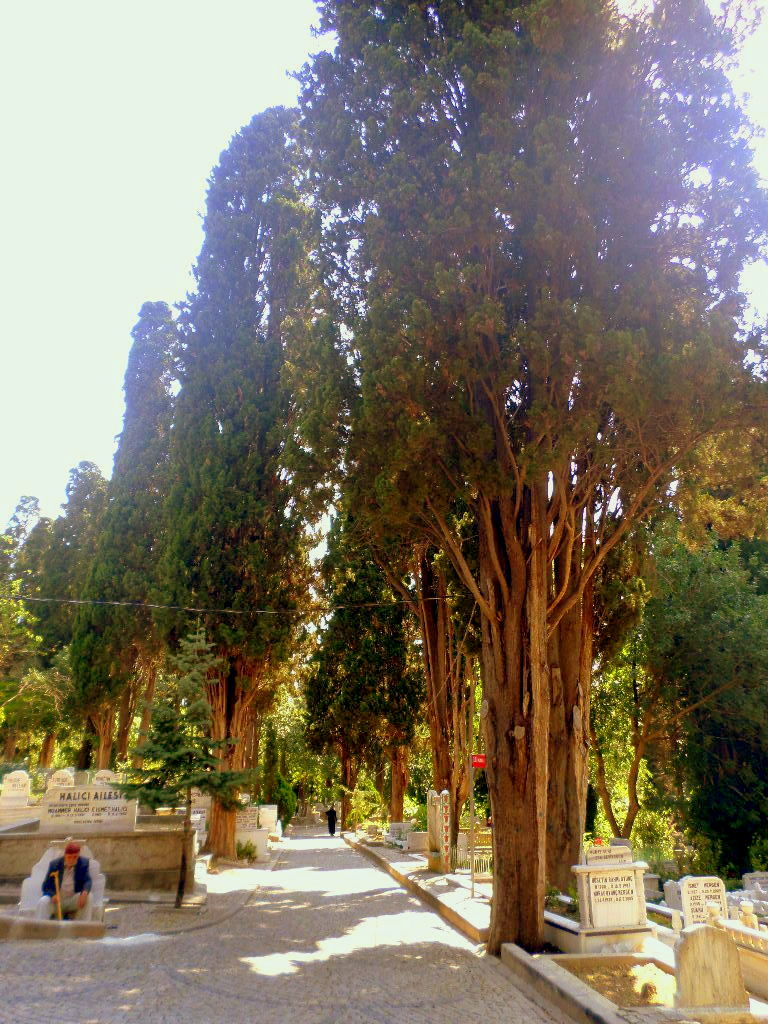
Старик с тростью отдыхает в тени под высокими кипарисами в жаркий летний день на кладбище Караджаахмет, Стамбул (2010-е).
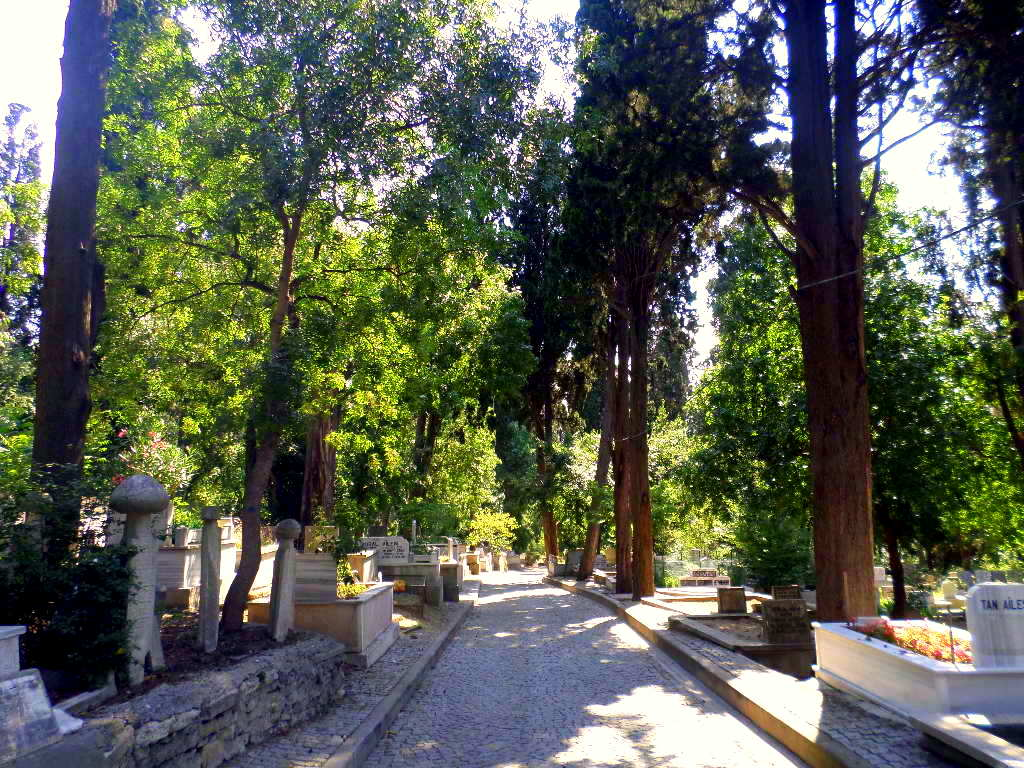
Мощёная тенью дорожка кладбища, кладбище Караджаахмет, Стамбул (2010-е).
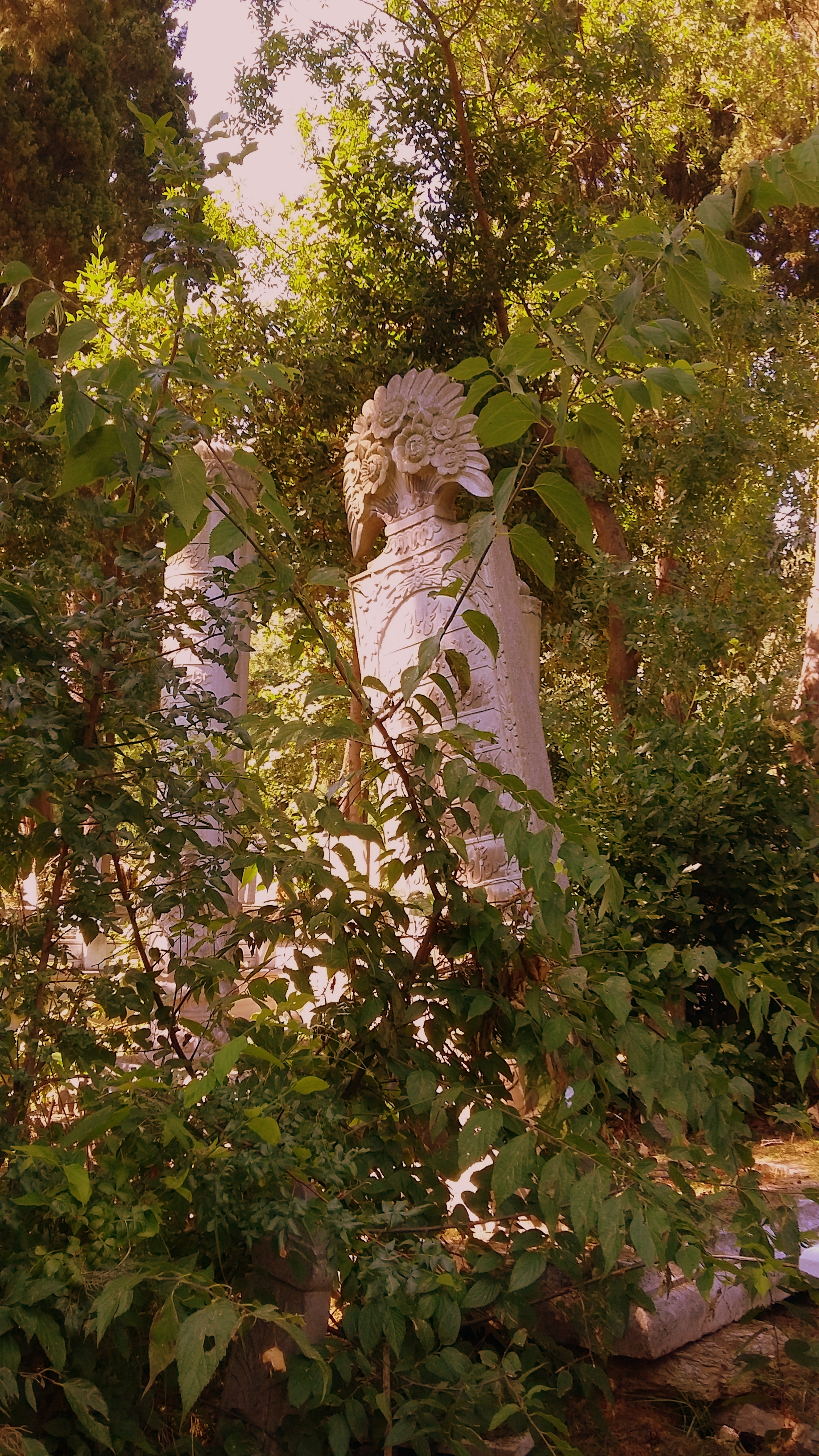
Османское историческое надгробие умершей женщины на кладбище Караджаахмет в Стамбуле.
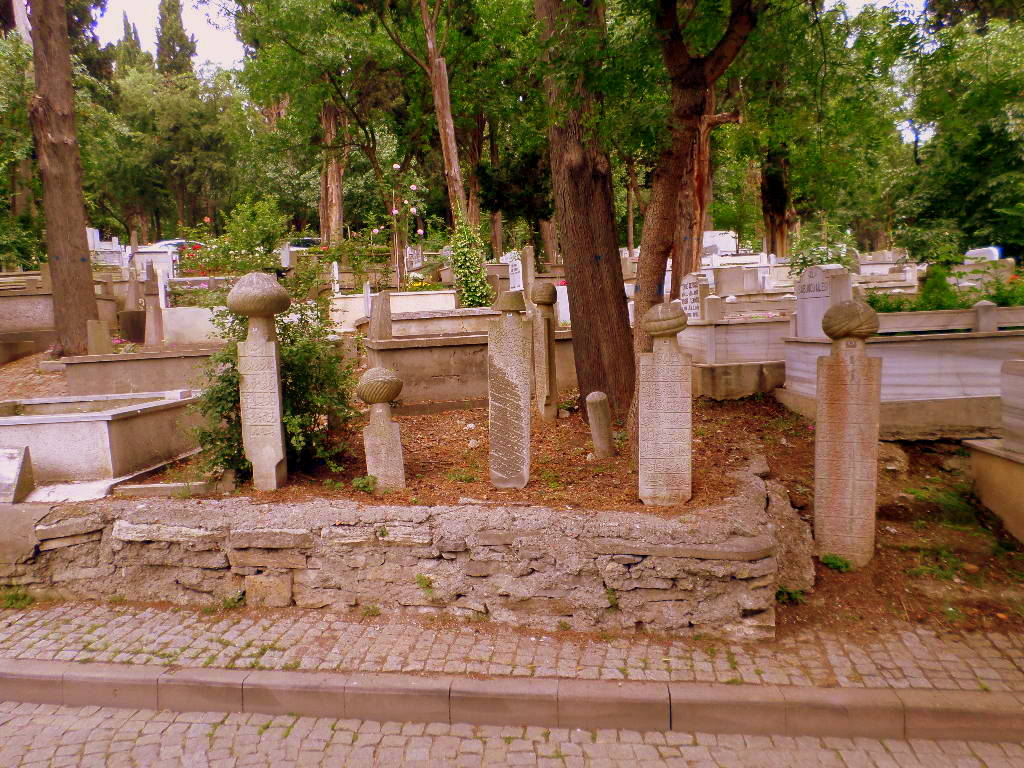
Набор исторических османских надгробий на кладбище Караджаахмет, Ускюдар.